# Parione
Parione es el sexto rione de Roma, indicado como R. VI.
Su nombre procede de la presencia en el rione de un muro antiguo de dimensiones enormes, que quizá pertenece al estadio de Domiciano. Este muro fue llamado por el pueblo Parietone ("Paredón"), de donde procede el nombre Parione. Su escudo consiste en un grifo, criatura mitológica griega con cabeza de águila y cuerpo de león. Fue escogido como símbolo de fiereza y nobleza.

## Historia
En la Roma antigua este rione pertenecía a la región augustea IX, llamada Circo Flaminio. En la zona estaba el estadio de Domiciano, el Odeón, el teatro y la curia de Pompeo.
También Domiciano hizo construir el Odeón (en latín Odeum), para albergar competiciones poéticas y musicales.
En torno al 1200 se llamó Parione e S. Lorenzo in Damaso y la población continuó a crecer hasta 1400, cuando obtuvo gran importancia gracias a la pavimentación de la plaza cercana del Campo de' Fiori, que muy pronto se convertiría en un centro económico y de paseo para muchos señores.
Bajo el papa Sixto IV (1471-1484) el rione perdió su aspecto caótico típicamente medieval por un aspecto más renacentista debido a una remodelación de los palacios, el ensanchamiento de las calles… En esta época también se construyó el Ponte Sisto, que unía Trastevere con Parione.
Las remodelaciones y la pavimentación de nuevas calles favorecieron la urbanización entre 1400 y 1500. En esta misma época se llamó a muchos artistas para que embellecieran las fachadas de los edificios, práctica que tuvo origen en el norte de Italia y se difundió a Roma en esta época. En 1500 la intensa actividad comercial en el Campo de' Fiori se trasladó progresivamente a la Piazza Navona, que era preferida porque era más amplia.
En 1600 la Piazza Navona recibió un nuevo aspecto gracias a la remodelación de Bernini, y se construyeron otras casas para llenar el espacio entre las construcciones. Hasta la época de la unificación italiana no hubo grandes modificaciones en el rione, en el que convivían las nuevas obras barrocas con otras renacentistas, excepto la apertura del Corso Vittorio Emanuele II, gran calle con recorrido fluido para evitar los edificios monumentales ya presentes. Si un palacio sobresalía demasiado, se demolía solo la parte más exterior para reconstruir una fachada idéntica a la anterior.

## Límites
- Sant'Eustachio: Piazza delle Cinque Lune, Corso Rinascimento, Piazza Madama, Piazza sant'Andrea della Valle, Largo dei Chiavari, Largo del Pallaro, Piazza dei Satiri, Via dei Chiavari
- Regola: Via dei Giubbonari, Campo de' Fiori, Via dei Cappellari, Via del Pellegrino, Via dei Banchi Vecchi
- Ponte: Vicolo Cellini, Via dei Filippini, Piazza dell'Orologio, Via del Governo Vecchio, Via del Corallo, Piazza del Fico, Vicolo delle Vacche, Via di Tor Millina, Via di Santa maria dell'Anima, Largo Febo, Via di Tor Sanguigna, Piazza delle Cinque Lune

## Plazas
- Campo de' Fiori
- Piazza Navona
- Piazza del Biscione
- Piazza della Cancelleria
- Piazza della Chiesa Nuova
- Piazza Pollarola

## Calles
- Via dei Cappellari
- Via dei Leutari
- Via del Governo Vecchio
- Via del Pellegrino
- Via di Grottapinta
- Via del Teatro della Pace
- Corso del Rinascimento
- Via dei Chiavari
- Via dei Baullari

## Edificios
- Palazzo Braschi
- Palazzo Massimo alle Colonne
- Palazzo Pamphilj
- Palazzo della Cancelleria
- Palazzo di Pirro
- Piccola Farnesina (Museo Barracco)
- Teatro di Pompeo

### Edificios religiosos
- Santa Barbara ai Librari
- Santa Maria in Vallicella (Chiesa Nuova)
- San Lorenzo in Damaso
- Nostra Signora del S. Cuore (antiguamente San Giacomo degli Spagnoli)
- Sant'Agnese in Agone
- San Nicola dei Lorenesi
- Natività di Gesù
- San Tommaso in Parione
- San Pantaleo
- Santissimo Sacramento e Cinque Piaghe

Iglesias desconsagradas:
- Santa Maria in Grottapinta

Iglesias desaparecidas:
- Santo Stefano in Piscinula

## Otros monumentos
- Pasquino